# 川浦良枝
川浦 良枝（かわうら よしえ、1963年〈昭和38年〉1月23日 - ）は、日本の絵本作家、イラストレーター。

## 来歴
1963年、東京都に生まれる。武蔵野美術短期大学デザイン科卒業後、ファンシーグッズのデザイン会社に就職し、イラストレーター・デザイナーとして約10年間レターセットやポストカードなど文房具にテディベアのような洋風な雰囲気のイラストばかり描く仕事を手掛けるも、そのデザイン会社が大手企業に吸収合併され消滅し、フリーのイラストレーターとなる。
様々な出版社に持ち込みを続ける中で、白泉社の絵本雑誌『月刊MOE』編集部より映画『ハチ公物語』連動企画の挿絵の仕事を受けた際にその編集担当者・位頭と意気投合し、かねてより温めていた「毎月柴犬が作法を教えるカレンダーのアイデア」を元にしたラフ画を提示したところ直ぐにOKが出て、『月刊MOE』に載せる為に絵本の形に仕上げる事となる。
当初川浦は『しばわんこの和のこころ』を2000年8月号にのみ描き下ろしの単発仕事のつもりであったが、白泉社の2代目社長・小長井信昌が好評価し「ぜひ連載にしよう」「すぐに絵本にしよう」との意見が出て、その後不定期ながらも20年に及ぶ長期連載シリーズが誕生した。
絵本『しばわんこの和のこころ』シリーズは、累計70万部を記録している（2018年12月時点）。

### エピソード
- 元々は児童書の挿絵画家に憧れており[1]、当時『MOE』に憧れの作家・市川里美の作品があり大好きな雑誌だったので[4]、MOE編集部に持ち込みするようになり、上述の来歴通り『しばわんこの和のこころ』で絵本作家デビューのきっかけを掴んだ[1]。

## 主な作品
特記がない限り、著者は川浦良枝、発行元は白泉社である。絵本シリーズの既刊：12冊（2021年4月現在）
- 1. しばわんこの和のこころ：2002年1月発行、ISBN 4-592-76096-4
  2. しばわんこの和のこころ2 ━四季の喜び━：2002年12月発行、ISBN 4-592-76097-2
  3. しばわんこの和のこころ3 ━日々の愉しみ━：2004年3月発行、ISBN 4-592-76102-2
  4. しばわんこと童謡を歌おう：2005年3月発行（音楽CD付き絵本）、ISBN 4-592-76104-9
  5. しばわんこの今日は佳き日：2005年9月発行、ISBN 4-592-76108-1
  6. しばわんこかるた歳時記：2006年10月発行（かるた1組:読札48枚・取札48枚付き絵本）、ISBN 4-592-76113-8
  7. しばわんこの和のおけいこ：2008年7月発行、ISBN 978-4-592-76127-3
  8. しばわんこ和のお道具箱：2009年9月発行、ISBN 978-4-592-76136-5
  9. しばわんこの四季の庭：2011年9月発行、ISBN 978-4-592-76149-5
  10. しばわんこの和の行事えほん：2014年12月発行、ISBN 978-4-592-76180-8
  11. しばわんこと楽しく学ぼう 和のせいかつ：2018年12月発行、ISBN 978-4-592-76242-3
  12. しばわんこの和のおもてなし：2021年4月発行、ISBN 978-4-592-76288-1　※出版20年記念作品

## 共著・挿画など
- みおちづる（作）、川浦良枝（絵）『翼もつ者 ━文学のピースウォーク』（初版）新日本出版社、2016年7月25日。ISBN 978-4-406-06040-0。「※日本児童文学者協会創立70周年記念出版。」
- うさ（著者）『災害で消えた小さな命』毎日新聞出版〈A5変型〉、2020年2月29日。ISBN 978-4-620-32620-7。
  - 画家など参加者(掲載順)：ナカムラユウコウ / はせがわかこ / タカタカヲリ / 黒川みつひろ / 中村太樹男 / 鎌田光代 / 川浦良枝 / 菅沼晶子 / ひろかわさえこ / 浜田桂子 / 星野博美 / まつやまけいこ / 山中翔之郎 / さくらい史門 / 栗原徹 / 池田あきこ / 谷村あかね / 山本祐司 / どいかや / ゆーちみえこ / 目羅健嗣 / おおやぎえいこ / たかしまなおこ / 福田岩緒 / 垂石眞子 / たかぎなまこ / 本間裕美 / ひらてるこ / イングリット・フジコ・ヘミング / 長谷川京平

電子書籍
- 岡信子（作）、川浦良枝（絵）『つるのおんがえし』（電子書籍）世界文化社〈はじめてであう名作絵本；1130〉、2014年2月。ASIN B09LTZMJ37。
- ねぎしれいこ（作）、川浦良枝（絵）『たっくと ぽっくの ボート』（電子書籍）世界文化社〈おはなしワンダー；110〉、2015年4月。ASIN B09RJXXDY8。